# Нотеч
Но̀теч или Нотец (на полски: Noteć) е река в Централна и Западна Полша (войводства Куявско-Поморско, Великополско и Любушко), десен приток на Варта (десен приток на Одра). Дължина 391 km, площ на водосборния басейн 17 302 km².

## Географска характеристика
Река Нотеч води началото си на 118 m н.в., от крайната южна част на Куявско-Поморско войводство. По цялото си протежение тече праз Великополско-Куявската низина, в началото предимно на север, като преминава последователно през няколко проточни езера (в т.ч. езерото Гопло), а в района на град Накло над Нотечьон завива на запад и запазва това направление до устието си, като течението ѝ следва дъното на древна ледникова долина. Влива се отдясно в река Варта (десен приток на Одра), на 21 m н.в., на 10 km източно град Гожов Великополски, Любушко войводство.
Водосборният басейн на Нотеч обхваща площ от 17 302 km², което представлява 31,73% от водосборния басейн на Варта. Речната ѝ мрежа е едностранно развита с повече и по-дълги десни и почти отсъстващи леви притоци. На североизток водосборният басейн на Нотеч граничи с водосборния басейн на река Висла (от басейна на Балтийско море), на юг – с водосборните басейни на реките Нер, Струга и Велна (десни притоци на Варта), на северозапад – с водосборния басейн на река Ина (десен приток на Одра), а на север – с водосборните басейни на Рега, Молстова, Парсента, Вепша и други по-малки реки, вливащи се директно в Балтийско море.
Основни притоци:
- леви – Гашавка (57 km);
- десни – Лобжонка (57 km), Гавда (145 km, 4947 km²), Драва (186 km, 3296 km²).[1]

Нотеч има смесено снежно-дъждовно подхранване с ясно изразено пролетно пълноводие от снеготопенето и обилните валежи през периода. Среден годишен отток в устието 72 m³/s.

## Стопанско значение, селища
Водите на реката се използват предимно за битово и промишлено водоснабдяване. На протежение от 274 km (до град Иновроцлав) коритото ѝ е канализирано и шлюзовано и е плавателна за плиткогазещи речни съдове. Чрез Бидгощкия плавателен канал се свързва с река Висла на изток, а чрез Слешинския канал – с река Варта на юг. Долината и е гъсто заселена, като най-големите селища са градовете: Иновроцлав, Накло над Нотечьон, Чарнков и Дрезденко.